# Helium-Cadmium-Laser
Die Helium-Cadmium-Laser sind Metalldampf-Gaslaser für den blauen und nahen UV-Spektralbereich.
- Leistung: 10…200 mW
- Kohärenzlänge: ca. 30 cm
- Wellenlängen: 325,0 nm (UV), 353,6 nm (UV) und 441,6 nm (blau)
- Anwendungen: Grundlagenforschung, Materialwissenschaften, Medizintechnik
- Kosten: ca. 12.000 € für ein Neugerät

Helium-Cadmium-Laser bestehen aus einer mit Helium und Cadmium-Metalldampf gefüllten, vakuumdicht verschweißten Röhre. Sie emittieren im blauen bzw. ultravioletten Spektralbereich und waren vor der Einführung von Diodenlasern mit ähnlichen Wellenlängen nahezu die einzigen kontinuierlich und einigermaßen wirtschaftlich betreibbaren Laserquellen im blauen und UV-Bereich. Zwei Wellenlängen des Helium-Cadmium-Plasmas können zur Laserstrahlerzeugung genutzt werden, die 325- und die 442-nm-Linie. Das Plasma emittiert jedoch viele weitere Linien, die oft störend sind und mittels einer Prismenkombination herausgefiltert werden können.
Ein Helium-Cadmium-Laser hat eine typische Lebensdauer von ca. 10.000 Stunden. Aufgrund seiner hohen Kosten findet man ihn meistens nur in wissenschaftlichen Einrichtungen. Dort ist er aufgrund seiner gegenüber Diodenlasern hohen Strahlqualität und Kohärenzlänge auch heute manchmal unverzichtbar für Untersuchungen im nahen ultravioletten Spektralbereich.
Der Helium-Cadmium-Laser hat bei seinen typischen Leistungen die Laserschutzklasse 3B und sein Strahl darf damit weder ins Auge gelangen noch sollte die Haut in den Laserstrahl gebracht werden. Sein 325-nm-Laserfleck selbst ist unsichtbar, jedoch verursacht er auf vielen Materialien Fluoreszenz, die als hell leuchtender blauer Fleck zu sehen ist. Die 442-nm-Laserlinie ist als blaues Licht sichtbar.
Typische Anwendungen sind die Holografie, Spektroskopie oder Techniken zur Krebsvorsorge.